# Правосуд Сергій Валерійович
Сергій Валерійович Правосуд (нар. 18 лютого 1986, Новгород-Сіверський, Чернігівська область, УРСР) — російський футболіст, нападник.

## Життєпис
У 2002-2004 роках виступав за дубль ЦСКА. В основній команді дебютував 10 квітня 2005 року в матчі проти «Крил Рад», у протоколі матчу був помилково вказаний як автор одного із забитих м'ячів, матч закінчився з рахунком 5:0 на користь армійців. У 2006 році відданий в оренду ярославському «Шиннику», влітку того ж року перейшов до «Содовика». У 2007 році орендований «Сибіром». У сезоні 2008 року виступав за хабаровський клуб «СКА-Енергія». На сезон 2009 року орендований клубом «Істра». Влітку 2010 року орендований клубом «Нара-ШБФР».

## Досягнення
- Прем'єр-ліга Росії
  -  Чемпіон (1): 2005

- Кубок Росії
  -  Володар (1): 2005/06